# Jagodnjak
Jagodnjak (maďarsky Kácsfalu, německy Katschfeld) je vesnice a správní středisko stejnojmenné opčiny v Chorvatsku v Osijecko-baranjské župě. Nachází se asi 12 km jihozápadně od města Beli Manastir a asi 24 km severozápadně od Osijeku. V roce 2011 žilo v Jagodnjaku 1 299 obyvatel, v celé opčině pak 2 023 obyvatel. Naprostou národnostní většinu tvoří Srbové.
Součástí opčiny jsou celkem čtyři trvale obydlené vesnice.
- Bolman – 520 obyvatel
- Jagodnjak – 1 299 obyvatel
- Majške Međe – 82 obyvatel
- Novi Bolman – 122 obyvatel

Územím opčiny prochází státní silnice D517 a župní silnice Ž4041.